# 諸社禰宜神主法度
諸社禰宜神主法度（しょしゃねぎかんぬしはっと）とは、江戸幕府が寛文5年（1665年）7月に、宗教統制政策の一環として全国の神社や神職を統制するために下した、全5条からなる法令である。諸宗寺院法度と同年に発布された。神社条目とも。

## 概要
この法令には、幕府の神社神職に対する基本的方針が示されている。神職の務めとして、「神祇道」の研鑽や伝来の神事祭礼の励行、社殿の修繕や境内の清掃を定め、社領の売買を禁止し、これらの規定に対する違反者への罰則規定を明記した。また、重要な点は、位階を有しない神社の社人は白張を身につけなければならないとし、狩衣や衣冠などの装束は吉田家の発布する神道裁許状を取得しなければ着用を許可しないと定めた点である。このため、全国の神職はこぞって京に登り吉田家の神道講習を受けて神道裁許状を求めたため、江戸時代には吉田家がほぼ全ての神社の神職を管理することとなった。他方で、従前から伝奏を通じて朝廷から位階を受けてきた神社の神職は、今後も同様の方法によって昇叙することが認められ、吉田家の管理下には入らなかった。なお、伝奏とは朝廷と神社の仲介者となった者のことで、神社ごとに特定の公家が任じられていた。伊勢神宮や賀茂神社のほか、稲荷、春日、出雲、宇佐などがその例である。
吉田家による神社支配の公認や、有力神社が伝統的に有していた伝奏との関係の追認といったように、幕府の神社政策は、旧来の伝統を再確認することにより神社の統制を図るものであった。

## 内容

### 現代語訳
- 諸国の神職らは、神祇道や祭神についてよく学び、伝来の神事祭礼をよく務めよ。それらを怠る者は神職の資格を剥奪する。
- 神職の中で位階昇進を神社伝奏によって行なってきた者は、これからもその通りにせよ。
- 位階を持たない一般の無位の神職らは、白張を身につけよ。それ以外の装束を身につける場合は必ず吉田家から許状を受けなければならない。
- 神領は一切売買してはならない。質物に入れることもならない。
- 神社の建物が傷んだ場合にはその都度修理を行え。決して神社の掃除を怠ってはならない。

以上の条目を厳守せよ。もし違反すれば、それ相応の罰を与える。